# 크래쉬 밴디쿳 2: 코텍스의 역습
《크래쉬 밴디쿳 2: 코텍스의 역습》은 플레이스테이션용으로 너티 독이 개발하고 소니 인터랙티브 엔터테인먼트가 배급한 플랫폼 비디오 게임이다. 크래쉬 밴디쿳 시리즈의 두 번째 게임으로서, 오리지널 게임의 후속작이다.
오스트레일리아 근처의 제도를 배경으로 하는 《크래쉬 밴디쿳 2》는 반디쿠트 크래쉬의 모험을 바탕으로 한다.

## 평가
《크래쉬 반디쿳 2: 코텍스 스트라이크 백》은 평론가들로부터 긍정적인 평가를 받았다.

## 참조
1. ↑  영어 원제 《크래쉬 밴디쿳 2: 코텍스 스트라이크스 백》(영어: Crash Bandicoot 2: Cortex Strikes Back)

## 참고 문헌
- Universal Staff (1996). 《Crash Bandicoot 2: Cortex Strikes Back Instruction Booklet》. 소니 인터랙티브 엔터테인먼트. ISBN 0-06-083305-X.